# Заовражье (Волховский район)
Заовражье — деревня в Бережковском сельском поселении Волховского района Ленинградской области.

## История
На карте Санкт-Петербургской губернии Ф. Ф. Шуберта 1834 года упоминается деревня Заврожье, расположенная при впадении Заважского ручья в реку Прусыня.

ЗАВРАЖЬЕ — деревня принадлежит Казённому ведомству, число жителей по ревизии: 11 м. п., 13 ж. п. (1838 год)

ЗАВРЯЖЬЕ — деревня Ведомства государственного имущества, по просёлочной дороге, число дворов — 4, число душ — 13 м. п. (1856 год)

ЗАВРАЖЬЕ — деревня казённая при ручье Завражском, число дворов — 5, число жителей: 14 м. п., 12 ж. п.; Часовня православная. (1862 год)

В 1879 году временнообязанные крестьяне деревни выкупили свои земельные наделы у Л. П., М. М., В. М. Шульгиных и стали собственниками земли.
В конце XIX века деревня административно относилась к Городищенской волости 2-го стана Новоладожского уезда Санкт-Петербургской губернии, в начале XX века — 1-го стана.
По данным «Памятной книжки Санкт-Петербургской губернии» за 1905 год деревня называлась Завражье и входила в Прусынское сельское общество.
Согласно военно-топографической карте Петроградской и Новгородской губерний 1915 года деревня называлась Заврожье.
Согласно данным переписи населения СССР 1926 года в деревне Завражье Прусыногорского сельсовета Пролетарской волости Волховского уезда проживали 47 человек — все русские.
По данным 1933 года деревня Заовражье входила в состав Прусыно-Горского сельсовета Волховского района.

План деревни Заовражье. 1941 год

Согласно топографической карте РККА 1941 года деревня насчитывала 12 дворов.
По данным 1966, 1973 и 1990 годов деревня Заовражье входила в состав Прусыногорского сельсовета.
В 1997 году в деревне Заовражье Бережковской волости проживали 3 человека, в 2002 году — 4 человека (все русские).
В 2007 году в деревне Заовражье Бережковского СП — 2 человека.

## География
Деревня расположена в южной части района на автодороге 41К-022 (Кириши — Городище — Волхов).
Расстояние до административного центра поселения — 7 км.
Расстояние до ближайшей железнодорожной станции Теребочево — 6,5 км.
Через деревню протекает Заовражский ручей. К западу от деревни протекают реки Прусыня и Волхов.

## Демография
| 1838 | 1862 | 1997 | 2002 | 2007 | 2010 | 2017 |
| ---- | ---- | ---- | ---- | ---- | ---- | ---- |
| 24   | ↗26  | ↘3   | ↗4   | ↘2   | ↘0   | ↗6   |

### Национальный состав
Согласно данным Всероссийской переписи населения 2021 года в деревне проживали 5 человек, все русские.